# Vlatko Perković
Vlatko Perković (Klis 1936.) je hrvatski doktor kazališnih znanosti, dramaturg, teatrolog, književnik i redatelj. 

## Životopis
Osnovnu i dva razreda srednje škole pohađao u Splitu. Dramsku školu završio u Sarajevu, diplomirao na Filozofskom fakultetu u Zadru. Postdiplomski studij režije i dramaturgije završio je na Kazališnom fakultetu Akademije umjetnosti muza u Pragu.  Praktični ispit iz režije i dramaturgije položio režijom vlastite drame Zavězněné odpoledne (Zatvoreno poslijepodne) prethodno izvedene u HNK u Splitu kao repertoarne predstave praškog kazališta Divizna. 
Doktorirao s tezom Dramski tekst i semantika suvremenog scenskog čina na Filozofskom fakultetu Karlova sveučilišta u Pragu. Doktorat znanosti s područja književnosti i kazališta nostrificiran mu je na Filozofskom fakultetu u Zadru. Redatelj je HNK u Splitu i redatelj Dramskog ansambla na Splitskom ljetu. Povremeno gostuje i u drugim kazalištima. Kao dramski (rjeđe operni) redatelj i kao teoretičar istražuje suigru znakovnih sustava kazališne činjenice, pretvorbe znaka jedne vrste u znak druge vrste, dramatsko prelijevanje dramaturških refleksa u cilju izazivanja što suvremenijih semantičkih konotacija u vremenu prikazbe. 
U napisima kritičara se ističe njegovo postignuće privođenja scenografije do čimbenika dramskog udarca (prema vizijama Craiga), do funkcije zamjenika glumca i teksta, do njena privođenja čimbenikom metaforičnog smisla određene sekvencije dramske radnje. Redateljsko iskustvo s tekstovima antičkog perioda, preko Shakespearea (Hamlet) do suvremene drame ( Henry Miller, Genet, Beckett, Kamov, Petrasov Marović).
Predavao na Splitskom odjelu Akademije dramske umjetnosti. Od 1998. pisac kazališnih kritika u Hrvatskom slovu, a potom u Vijencu. Predavao dramaturgiju, glumu i teatrologiju na studijima za prekvalifikaciju. 2000-te izabran u zvanje izvanrednog sveučilišnog profesora na Umjetničkoj akademiji u Splitu gde predaje dramaturgiju. Usporedo s ranijim redateljskim i sadašnjim pedagoškim radom, pisac teorijskih rasprava iz dramaturgije i teatrologije. Javlja se u periodici, autor nekoliko stručnih knjiga, jednog romana i nekoliko drama. Njegova knjiga Tri drame nagrađena je Nagradom Grada Splita za 1997. godinu.
Glumio je u nekoliko filmova i TV serija.

## Filmografija

### Televizijske uloge
- "Ptice nebeske" (1989.)
- "Nepokoreni grad" kao šef narodne zaštite Karlovac (1982.)
- "Velo misto" kao načelnik (1980. – 1981.)
- "Kapelski kresovi" kao Mario Kastavac (1976.)
- "Čovik i po" kao doktor Vinko (1974.)
- "Naše malo misto" kao turistički vodić (1971.)

### Filmske uloge
- "Pjesma od rastanka" (1979.)
- "Prvi splitski odred" kao talijanski vojni fotograf (1972.)
- "Palma među palmama" kao policajac (1967.)

## Djela
- Dramaturgija i kazališni znak - Centar za kulturne djelatnosti - Zagreb, Biblioteka “Prolog”, Zagreb 1984., 246 str., recenzenti M. Maras i I. Mrduljaš;
- Manipulirano kazalište -  Književni krug Split, Biblioteka suvremenih pisaca, 1993., str. 228, 15. ilustr., recenzenti: N. Batušić, T. Kuljiš i B. Lukšić;
- Kako zaštititi literaturu od kazališta -  Radio KL-Eurodom, Split, 2002., str. 251, recenzenti A. Bogner Šaban i F. Baras;
- Kvalitativne promjene kazališnog znaka - MH Split - Zagreb, 2004., Zagreb 2004., 231. str., recenzenti S. Nikčević i F. Baras;
- Dramaturške funkcije i zamke otvorenih kazališnih prostora - posebni otisak iz časopisa Mogućnosti br. 1/3, 1995.

- Zatvoreno poslijepodne (drama), časopis Mogućnosti br. 2, 1966;

- Ucjena, drama u dva dijela, vrijeme sadanje, Matica hrvatska Split, Knjižnica književnih djela, 1996., 70 sr.

- Tri drame (i Skica za jedan operni libreto), Logos Split, 1997., str. 277. ((Ucjena, Deus ex machina, Zatvoreno poslijepodne, Skica za libreto opere Zatvoreno poslijepodne - Predgovor akademika Nedjeljka Frabria, likovna oprema Josip Botteri Dini);

- Ja, Donna Gall ili Čekajući Cesaria', roman, Laus, Split, 2000., str. 412, Pogovor Ž. Filippi, naslovnica E. Dragičević.

- Kazalo je drvo što je ono' (drama u dva dijela), Mogućnosti br. 4/6, 2005.

- Tomislav, hrvatski kralj, Narodna knjižnica Dugopolje, 2008.

Još preko 200. eseja, članaka i kritičkih napisa u periodici: Mogućnosti, Kolo, Republika.